# Улица Николаева (Владикавказ)
Улица Николаева — улица во Владикавказе, Северная Осетия, Россия. Находится в Промышленном муниципальном округе между переулком Транспортным и железнодорожной дорогой. Начинается от Транспортного переулка.

## География
Улица Николаева пересекается с улицами Минина, Котовского, Пожарского, Павлика Морозова и Мичурина.
На улице Николаева заканчиваются Стаханова, Студенческая, Крупской, Дмитрия Донского и Зильгинская улица.

## История
Улица названа в память советского космонавта, дважды Героя Советского Союза Андрияна Григорьевича Николаева, который побывал в Орджоникидзе в мае 1972 года. К его приезду Орджоникидзевский горисполком переименовал Институтскую улицу в улицу Николаева.
Современная улица образовалась в 1972 году путём объединения улиц Институтской и Плиева в единую улицу и их переименования в улицу Николаева. 
Институтская улица была образована 17 июня 1947 года, когда городской совет присвоил западной стороне кварталов 557 и 558 наименование «Институтская улица». 
Наименование «Улица Плиева» было присвоено 17 июня 1947 года улице между кварталами 554, 555, 566, 568, 750, 755 и 756.

## Объекты
Объекты культурного наследия
- д. 34 — памятник архитектуры. Дом, в котором жила первая комсомолка города Алагира О. П. Цамаева и один из первых комсомольцев Владикавказа Г. В. Гозюмов[6];
- д. 44 — памятник истории. Северо-Кавказский горно-металлургический институт[6];
- д. 44, корп. 4 — памятник истории. Дом, в котором жили учёные С. М. Анисимов и Е. И. Жуковский[6].

## Источник
- Владикавказ. Карта города. — 2011.
- Кадыков А. Н. Улицы, переулки, площади и проспекты г. Владикавказа: справочник. — Владикавказ: Респект, 2010. — С. 268—270 — ISBN 978-5-905066-01-6
- Торчинов В. А., Владикавказ., Краткий историко-краеведческий справочник. — Владикавказ: Северо-Осетинский научный центр, 1999. — С. 95. — ISBN 5-93000-005-0